# Kuala Musam
Kuala Musam is een bestuurslaag in het regentschap Langkat van de provincie Noord-Sumatra, Indonesië. Kuala Musam telt 4126 inwoners (volkstelling 2010).